# 생로랑 (영화)
《생로랑》(프랑스어: Saint Laurent)은 2014년 공개된 프랑스의 영화이다.

## 출연

### 주연
- 가스파르 울리엘
- 레아 세이두
- 루이 가렐
- 발레리아 브루니 테데스키
- 제레미 레니에
- 아이멜린 발라드

### 조연
- 헬무트 베르거
- 자스민 트린카
- 도미니크 샌다
- 아미라 카서
- 미샤 레스코

## 기타
- 음향: 니콜라스 모리우
- 음향: 쟝-피에르 라포스
- 미술: 카샤 비스콥
- 의상: 아나이스 로망